# Sainte-Catherine (Pas-de-Calais)
Sainte-Catherine ist eine französische Gemeinde mit 3533 Einwohnern (Stand 1. Januar 2022) im Département Pas-de-Calais in der Region Hauts-de-France. Sie gehört zum Arrondissement Arras und zum Kanton Arras-1.

## Geschichte
Der historische Name des Ortes war Demencourt (als „Dominica curtis“ im Jahr 752 belegt). Im 13. Jahrhundert wurde der Name der Pfarrgemeinde Sainte-Catherine auch zum Ortsnamen. Historisch gehörte der Ort seit dem Mittelalter zur Grafschaft Artois und teilte deren bewegte Geschichte. Seit dem Pyrenäenfrieden von 1659 gehört der Ort dauerhaft zu Frankreich. Mit dem Gesetz vom 22. Dezember 1789 über die Verwaltungsneugliederung Frankreichs kam die Siedlung als Gemeinde Sainte-Catherine zum neugebildeten Département Pas-de-Calais. Im Ersten Weltkrieg war die Region Schauplatz heftiger Kämpfe und verlustreicher Materialschlachten.

## Geografie
Die nächstgelegenen Ortschaften sind Saint-Nicolas (ca. 1,1 km Luftlinie) und Anzin-Saint-Aubin (ca. 1,7 km), der Kantons-Hauptort Dainville liegt etwa 3,9 km und die Arrondissement-Hauptstadt Arras etwa 1,8 km entfernt.

## Sehenswürdigkeiten
Sehenswert sind der Croix de Demencourt (Kreuzweg) aus dem 15. Jahrhundert, die Église de Sainte-Catherine (Kirche der heiligen Katharina) mit Orgel (1868 Gebrüder Stolz, erneuert 1968 durch René Godefroy) und eine Mälzerei aus dem Jahr 1868.
| Jahr      | 1962  | 1968  | 1975  | 1982  | 1990  | 1999  | 2006  |
| --------- | ----- | ----- | ----- | ----- | ----- | ----- | ----- |
| Einwohner | 1 629 | 2 105 | 2 438 | 3 203 | 3 132 | 3 017 | 3 355 |

## Söhne der Gemeinde
- Nando de Colo (* 1987), Basketballspieler
- Nicolas Maréchal (* 1987), Volleyballspieler